# Jinenkan
El Jinenkan (自然舘) es una escuela de ninjutsu creada en 1996 por el sensei Fumio Unsui Manaka.

## Descripción
La organización Jinenkan se dedica a la conservación y divulgación del arte marcial tradicional japonés del ninjutsu; el término significa «salón de la naturaleza» y representa el sentimiento de las artes marciales viéndolas como el flujo natural de los elementos, así por ejemplo: el viento o el agua pueden pasar alrededor de un obstáculo o bien destruir todo a su paso. 
La organización fue fundada en 1996 por el sensei Fumio Manaka, quien también fue un destacado miembro de la Bujinkan por muchos años. el programa de esta organización busca el estudio de varias tradiciones marciales clásicas, siendo así:
1. Koto Ryu
2. Gyokko Ryu
3. Takagi Yoshin Ryu
4. Kukishinden Ryu
5. Shinden Fudo Ryu
6. Togakure Ryu
7. Jinen Ryu.

La Jinenkan es una organización que se apega estrictamente a las enseñanzas de los pergaminos originales (Densho), asimismo incluye la experiencia del fundador, en el manejo de diferentes armas clásicas del kobudō japonés , como el yari, la naginata, el tessenjutsu, el jutte, el kusari-fundo, el tantō, el bō, el hanbō, el jō y varias más.